# Tysklands Grand Prix 1979
Tysklands Grand Prix 1979 var det tionde av 15 lopp ingående i formel 1-VM 1979.  

## Rapport
Alan Jones i Williams kom här tillbaka efter besvikelsen i Storbritannien och tog här sin andra seger i F1-karriären. Jean-Pierre Jabouille i Renault, som startade från pole position med Jones snett bakom, snurrade av på sjunde varvet och bröt loppet. Jones ledde dock loppet eftersom han hade passerat Jabouille redan vid starten. Jacques Laffite i Ligier gjorde ett tappert försök att haka på ledaren men han passerades av Jones stallkamrat Clay Regazzoni, varvid Williams tog sin första dubbelseger. 

## Resultat
1. Alan Jones, Williams-Ford, 9 poäng
2. Clay Regazzoni, Williams-Ford, 6
3. Jacques Laffite, Ligier-Ford, 4
4. Jody Scheckter, Ferrari, 3
5. John Watson, McLaren-Ford, 2
6. Jochen Mass, Arrows-Ford, 1
7. Geoff Lees, Tyrrell-Ford
8. Gilles Villeneuve, Ferrari
9. Didier Pironi, Tyrrell-Ford
10. Jan Lammers, Shadow-Ford
11. Elio de Angelis, Shadow-Ford
12. Nelson Piquet, Brabham-Alfa Romeo (varv 42, motor)

### Förare som bröt loppet
- Riccardo Patrese, Arrows-Ford (varv 34, däck)
- Patrick Tambay, McLaren-Ford (30, upphängning)
- Keke Rosberg, Wolf-Ford (29, motor)
- Niki Lauda, Brabham-Alfa Romeo (27, motor)
- Jacky Ickx, Ligier-Ford (24, däck)
- Hector Rebaque, Rebaque (Lotus-Ford) (22, hantering)
- Mario Andretti, Lotus-Ford (16, transmission)
- René Arnoux, Renault (9, däck)
- Jean-Pierre Jabouille, Renault (7, snurrade av)
- Emerson Fittipaldi, Fittipaldi-Ford (4, elsystem)
- Carlos Reutemann, Lotus-Ford (1, olycka)
- Hans-Joachim Stuck, ATS-Ford (0, upphängning)

### Förare som ej kvalificerade sig
- Patrick Gaillard, Ensign-Ford
- Arturo Merzario, Merzario-Ford

## VM-ställning
| Förarmästerskapet 1. Jody Scheckter, Ferrari, 35 2. Jacques Laffite, Ligier-Ford, 28 3. Gilles Villeneuve, Ferrari, 26 | Konstruktörsmästerskapet 1. Ferrari, 65 2. Ligier-Ford, 51 3. Williams-Ford, 38 |